# 雅克維爾
雅克維爾（法語：Jacqueville，法語發音：[ʒakvil]）是西非國家科特迪瓦的城鎮，由潟湖區負責管轄，位於距離首都阿比讓60公里的埃布里耶潟湖畔，經濟活動有農業、畜牧業、漁業、工業、旅遊業，2007年人口56,633。